# كاثرين بيشوب
كاثرين بيشوب (بالإنجليزية: Katharine Scott Bishop)‏ هي عالمة تشريح وطبيبة أمريكية، ولدت في 23 يونيو 1889، وتوفيت في 20 سبتمبر 1975.